# Николай, принц Греции и Дании
Николай, принц Греции и Дании (греч. Νικόλαος της Ελλάδος και της Δανίας; родился 1 октября 1969, Рим, Италия) — принц Греческий и Датский, средний сын греческого короля Константина II и его супруги Анны-Марии Датской.
У принца Николая есть две сестры и два брата: Алексия (род. 1965), Павел (род. 1967), принцесса Феодора (род. 1983) и принц Филипп (род. 1986).

## Биография
Родился 1 октября 1969 года в Риме, в период вынужденной эмиграции своих родителей. Семья поселилась в Лондоне в 1974 году, где мальчик как и старший брат окончил Греческий колледж, основанный в 1980 году его родителями королём Константином II и Анной-Марией Датской.
В 1993 году получил диплом в области международных отношений Брауновского университета.
Он работал в Fox Television Network в Нью-Йорке,  а затем в NatWest Markets в Лондоне. Он является членом правления Anna-Maria Foundation, созданного для помощи жертвам стихийных бедствий, таких как наводнения и землетрясения в Греции.
В октябре 2013 года он и жена переехали в Афины, где он живёт до сих пор.

## Семья
28 декабря 2009 года королевской канцелярией в Лондоне было объявлено о помолвке принца с Татьяной Блатник, с которой принц был знаком много лет. До июля 2010 года Татьяна продолжала работать в качестве менеджера у модельера Дианы фон Фюрстенберг. Венчание пары состоялось 25 августа 2010 года на острове Спеце в церкви святого Николая.
19 апреля 2024 года было объявило о разводе Николая и Татьяны. На сайте королевской семьи Греции, написано что это решение было принято с большой осторожностью и взаимным уважением.